# 15037 Шассань
15037 Шассань (15037 Chassagne) — астероїд головного поясу, відкритий 22 листопада 1998 року.
Тіссеранів параметр щодо Юпітера — 3,221.